# Polyblastus tener
Polyblastus tener är en stekelart som beskrevs av Heinrich Habermehl 1909. 
Polyblastus tener ingår i släktet Polyblastus och familjen brokparasitsteklar. Inga underarter finns listade i Catalogue of Life.